# Соколянка
Соколянка — деревня в Шумячском районе Смоленской области России. Входит в состав Студенецкого сельского поселения. Население — 7 жителей (2007 год). 
Расположена в юго-западной части области в 22 км к северо-западу от Шумячей, в 19 км севернее автодороги А101 Москва — Варшава («Старая Польская» или «Варшавка»), на берегу реки Пронка. В 22 км юго-восточнее деревни расположена железнодорожная станция Осва на линии Рославль — Кричев. 

## История
В годы Великой Отечественной войны деревня была оккупирована гитлеровскими войсками в августе 1941 года, освобождена в сентябре 1943 года.